# Fabrizio De André
Pour les articles homonymes, voir André.
Fabrizio De André est un auteur-compositeur-interprète italien, né à Gênes le 18 février 1940 et mort à Milan le 11 janvier 1999.
La plupart des textes de ses chansons racontent les histoires d'exclus, de rebelles et de prostituées. Considérées par la plus grande partie des critiques comme d'authentiques poésies, elles ont été incluses dans les anthologies scolaires de littérature italienne.
D'inspiration anarchiste, Faber – comme il était surnommé par ses amis – a enregistré treize albums en plus de quarante ans de carrière, valorisant en outre des langues régionales comme le génois, le napolitain et le gallurais. Il a également traduit en italien de nombreuses chansons étrangères, notamment celles de Georges Brassens, sa principale source d'inspiration.

## Biographie
Durant sa carrière, de 1958 à 1997, Fabrizio De André est devenu l'un des chanteurs préférés d'Italie. La qualité de ses chansons et de leur interprétation lui ont valu la reconnaissance et l'attachement très fort des Italiens (et de quelques amoureux de la culture italienne), qui l'ont apprécié comme interprète et comme poète.
C'est au milieu des années soixante que Fabrizio De André se fait connaître avec La canzone di Marinella. S'accompagnant de sa guitare, il s'inspire de Georges Brassens, qu'il considère comme son maître, et dont il a d'ailleurs traduit des titres comme Les Passantes, Mourir pour des idées, ou encore Le Gorille. Il trouve également son inspiration chez Bob Dylan et Leonard Cohen.
Fabrizio De André chante l'amour avant tout et prend la défense des exclus, des opprimés, des marginaux. Un système de pensée anarchiste le suivra durant toute sa carrière. Dans ses chansons, il dénonce la guerre avec Andrea et La guerra di Piero, le massacre des Indiens d'Amérique (Fiume Sand Creek), chante une prostituée (Via del Campo), ou bien un larron sur la croix qui rejette les Dix Commandements (Il testamento di Tito). Enfin, dans Amico fragile, il se livre dans un long texte poétique et énigmatique.
Entre 1968 et 1973, il enregistre plusieurs albums majeurs :
- Tutti morimmo a stento, qui s'inspire de la poésie de François Villon et du poète italien Riccardo Mannerini ;
- La buona novella, inspiré des évangiles apocryphes ;
- Non al denaro non all'amore né al cielo, adapté du poète américain Edgar Lee Masters ;
- Storia di un impiegato, concept album engagé, qui aborde Mai 68 et la contestation étudiante ;
- De André et PFM live, avec un célèbre band prog rock italien.

Dans les années 1970, Fabrizio De André a enregistré un album (La buona novella) avec un célèbre groupe de rock progressif italien, I Quelli, qui, devenu quelques années plus tard Premiata Forneria Marconi (PFM), l'accompagne en tournée en 1979 et en 1980.
À partir de l'album Rimini (1978), Fabrizio De André collabore fructueusement avec Massimo Bubola.
Fabrizio De André enregistre son dernier album, Anime salve, en 1996, avec la collaboration du chanteur italien Ivano Fossati. 

Sa mort survient prématurément à un moment où sa créativité est encore importante. À quelques années seulement de sa disparition, partout en Italie des rues et des écoles lui sont dédiées. Il est désormais considéré comme l'un des grands poètes de langue italienne des dernières décennies.
Wim Wenders, grand admirateur de De André, aurait en projet un documentaire à son sujet.

## Influences
Si Fabrizio De André a contribué à faire connaître de nombreux auteurs étrangers en Italie, et s'il a, comme Léo Ferré, chanté accompagné d'une formation rock, sa musique intègre aussi les traditions musicales des différentes régions italiennes. On peut notamment citer l'album Crêuza de mä de 1984, réalisé avec Mauro Pagani, chanté en langue ligure, hommage à la culture de sa ville natale et à son peuple.

## Albums
| Année | Titre                                   | Maison de disques         | Numéro de catalogue |
| ----- | --------------------------------------- | ------------------------- | ------------------- |
| 1966  | Tutto Fabrizio De André                 | Karim (it)                | KLP 13              |
| 1967  | Volume I                                | Bluebell Records (it)     | BBLP 39             |
| 1968  | Tutti morimmo a stento                  | Bluebell Records (it)     | BBLP 32             |
| 1968  | Volume III                              | Bluebell Records (it)     | BBLP 33             |
| 1969  | Nuvole barocche                         | Roman Record Company      | RCP 704             |
| 1970  | La buona novella                        | Produttori Associati (it) | PA/LP 34            |
| 1971  | Non al denaro non all'amore né al cielo | Produttori Associati (it) | PA/LP 40            |
| 1973  | Storia di un impiegato                  | Produttori Associati (it) | PA/LP 49            |
| 1974  | Canzoni                                 | Produttori Associati (it) | PA/LP 52            |
| 1975  | Volume VIII                             | Produttori Associati (it) | PA/LP 54            |
| 1978  | Rimini                                  | Ricordi                   | SMRL 6221           |
| 1981  | Fabrizio De André (album)               | Ricordi                   | SMRL 6281           |
| 1984  | Crêuza de mä                            | Ricordi                   | SMRL 6308           |
| 1990  | Le nuvole                               | Ricordi                   | CDMRL 6444          |
| 1996  | Anime salve                             | BMG                       | TCDMRL 74321-392352 |